# Villmar
Villmar ist eine Gemeinde im mittelhessischen Landkreis Limburg-Weilburg. Sie trägt seit dem 24. Mai 2002 die amtliche Zusatzbezeichnung Marktflecken. Der Ort war ein Zentrum der Vorkommen und der Verarbeitung des Lahnmarmors.

## Geografie

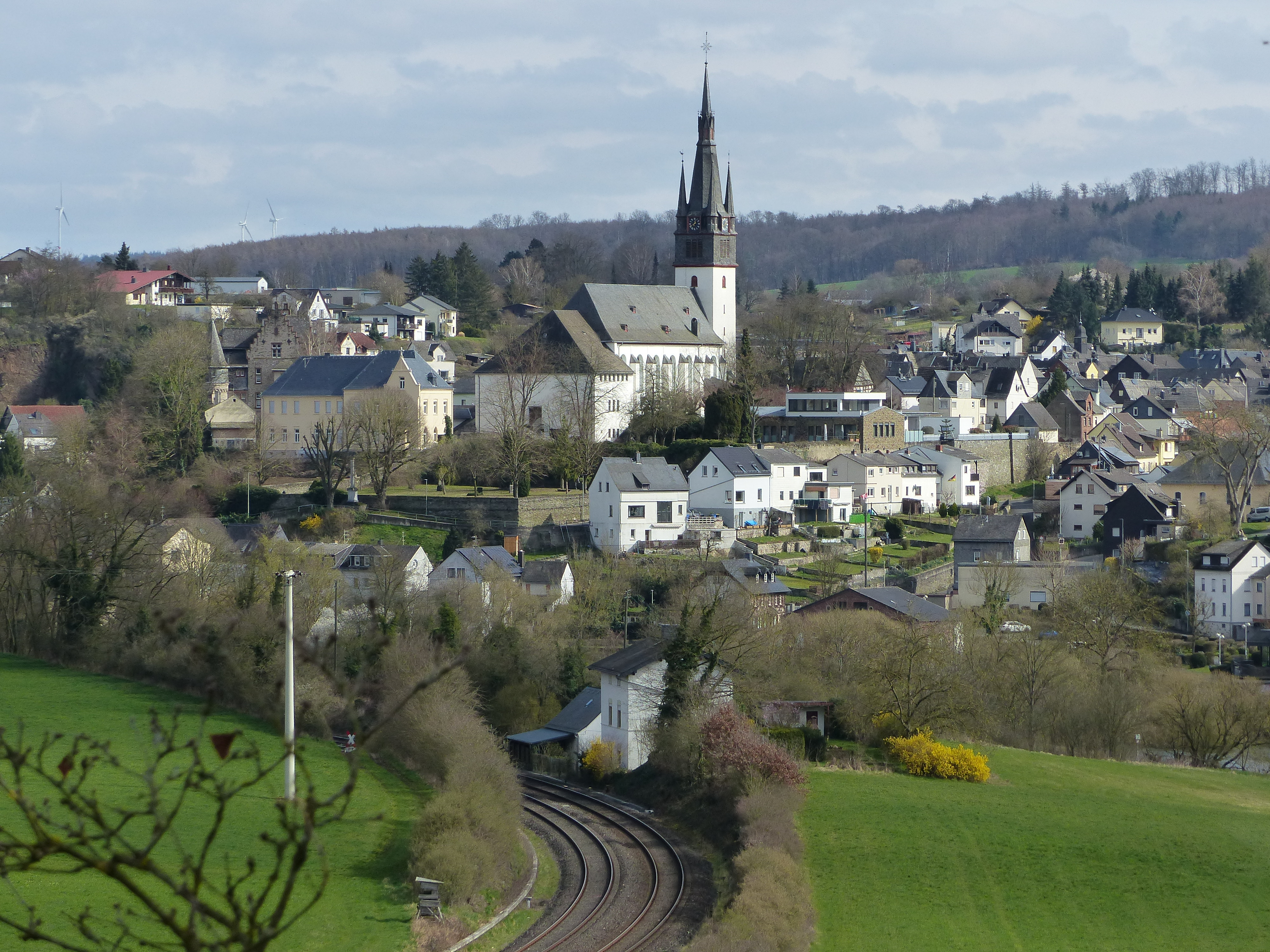
Ortsansicht von Villmar vom König-Konrad-Denkmal aus

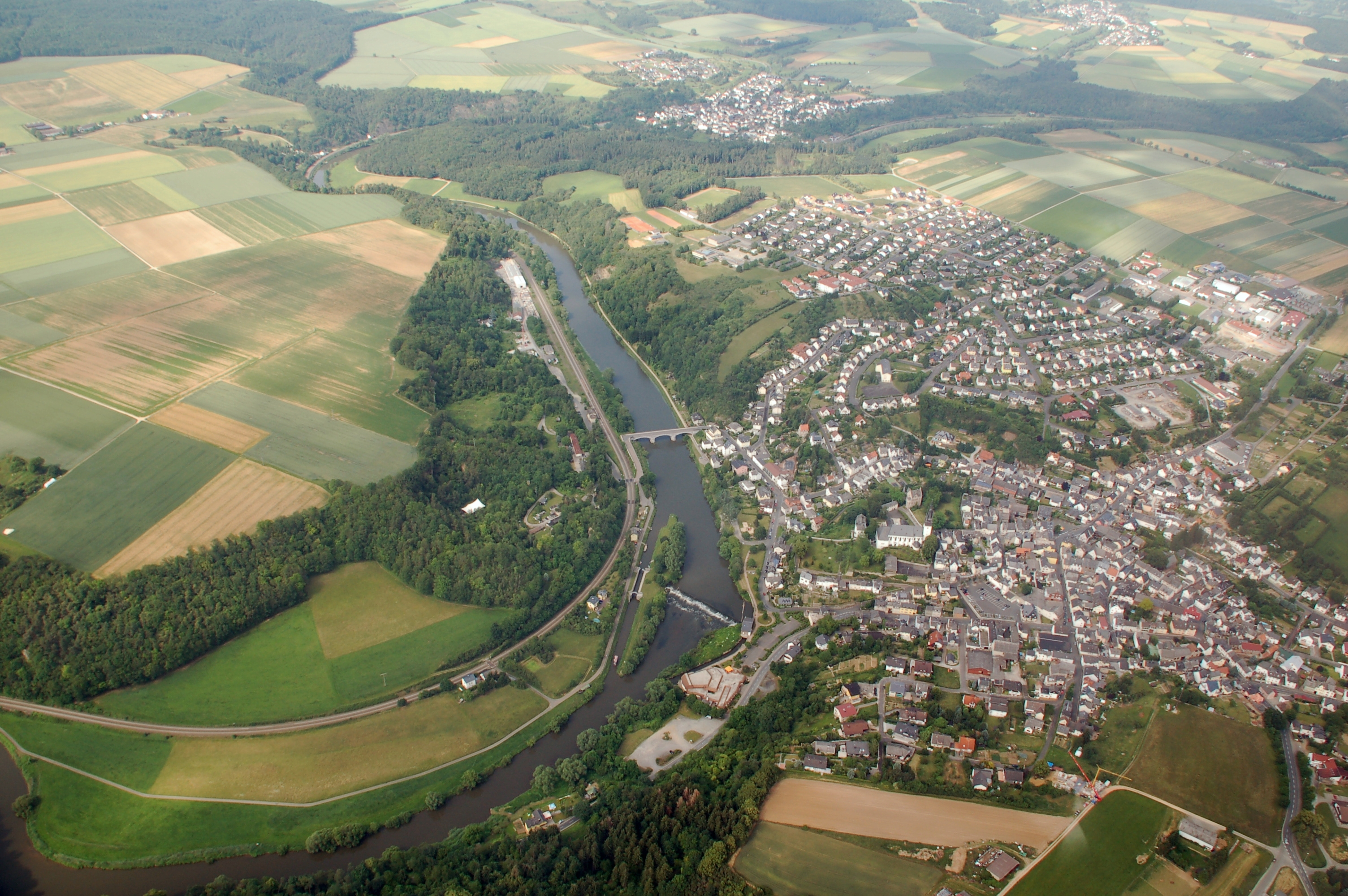
Luftaufnahme 2007

### Geografische Lage
Villmar liegt im Lahntal zwischen Westerwald und Taunus, etwa 10 km östlich von Limburg. Naturräumlich umfasst das südwestliche Gemeindegebiet den Ostteil des Limburger Beckens (Villmarer Bucht), einer nahezu ebenen, sich nach Westen öffnenden 2–3 km breiten Terrassenflur in 160–180 m über NN Höhenlage, in welche das enge, gewundene Untertal der Lahn ca. 50 m tief eingeschnitten ist. Bedingt durch das milde Klima und die flächenhaften mächtigen Lößlehmböden herrscht hier eine intensive ackerbauliche Nutzung vor. Nördlich davon schließt sich das etwas höher (220–260 m) gelegene waldreichere Weilburger Lahntalgebiet mit dem Weilburger Lahntal und der Gaudernbacher Platte an, wo sich der Ackerbau auf einzelne Lößinseln beschränkt. Im Südosten erhebt sich der ebenfalls stärker bewaldete nordwestliche Teil des Östlichen Hintertaunus (Langhecker Lahntaunus) mit dem Villmarer Galgenberg (277 m) als dessen weithin sichtbaren westlichsten Vorposten nach dem Limburger Becken. Der höchste Punkt (332 m) der Gemarkung befindet sich südöstlich vom Ortsteil Langhecke, den tiefsten Punkt (114 m) bildet die Lahn an der Westgrenze zur Stadt Runkel.

### Geologie
Gelegen in der geologischen Lahnmulde ist Villmar reich an Bodenschätzen aus dem Mitteldevon (Silber, Eisenerz, Dachschiefer, Kalkstein), wovon der polierfähige Massenkalk (genannt Lahnmarmor) ein Riffkalk ist und besondere wirtschaftliche Bedeutung erlangte. Als Baumaterial fand neben dem Riffkalk der flächenhaft vorkommende, meist grünliche Diabastuff, auch Schalstein genannt, vielfache Verwendung (z. B. für Ringmauern, Pfarrhaus und Kellergeschosse der meisten älteren Gebäude).
Die jüngeren Ablagerungen aus dem Tertiär sind dagegen von untergeordneter Bedeutung, vereinzelt wurden im Bereich des Villmarer Galgenberges in geringem Umfang Sande und Kiese abgebaut. Der tertiäre Vulkanismus hinterließ einzelne Basaltvorkommen bei Falkenbach, Seelbach und Weyer, deren Abbau aber heute eingestellt ist.

### Nachbargemeinden
Villmar grenzt im Nordwesten an die Stadt Runkel, im Nordosten an die Gemeinde Weinbach, im Osten an den Marktflecken Weilmünster, im Süden an die Gemeinden Selters und Brechen, sowie im Westen an die Stadt Limburg an der Lahn (alle im Landkreis Limburg-Weilburg).

### Gliederung
Die Gemeinde Villmar besteht aus den Ortsteilen Aumenau, Falkenbach, Langhecke, Seelbach, Villmar und Weyer.

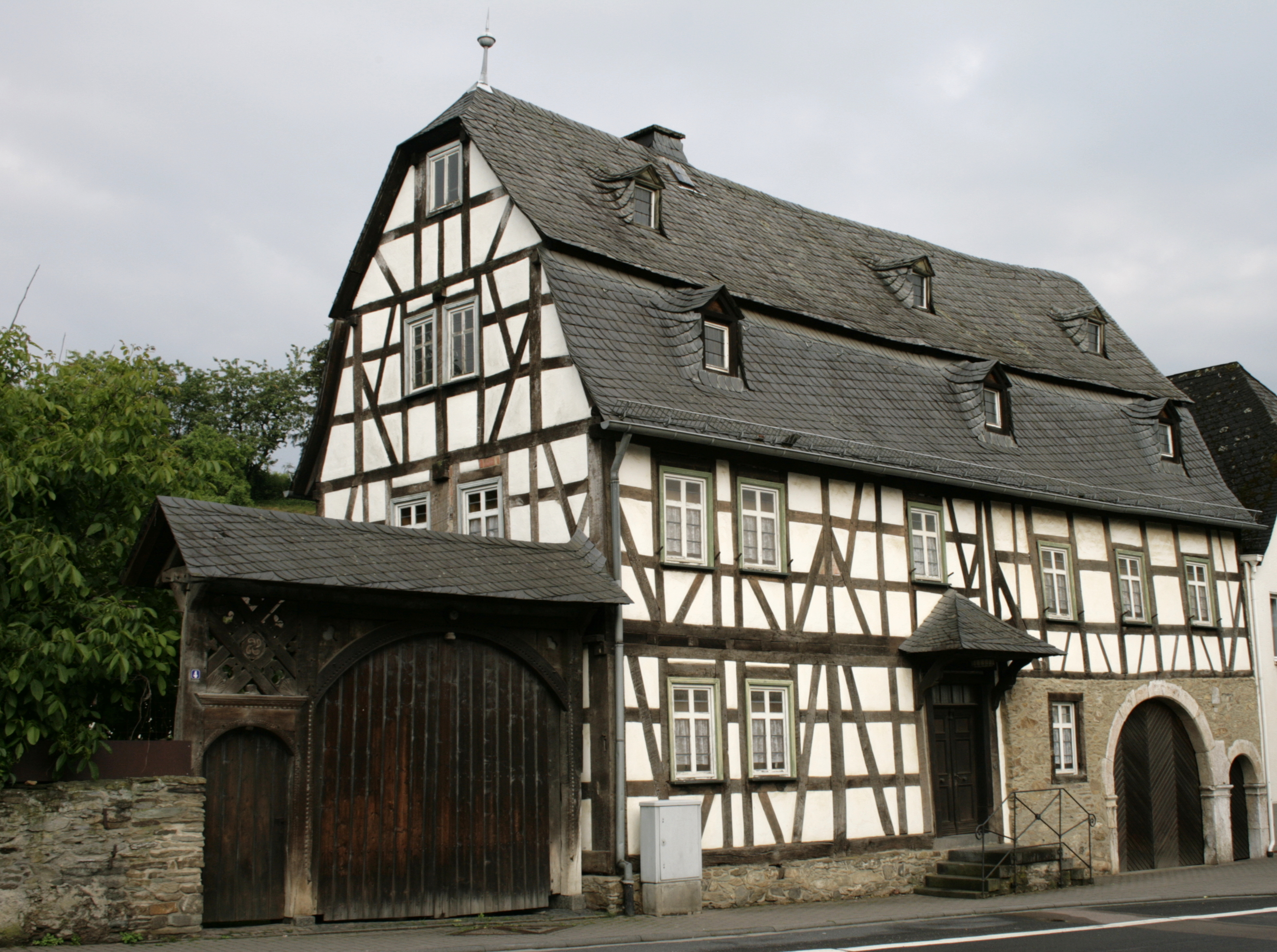
Kammerrat-Schmidtsches Anwesen in Weyer
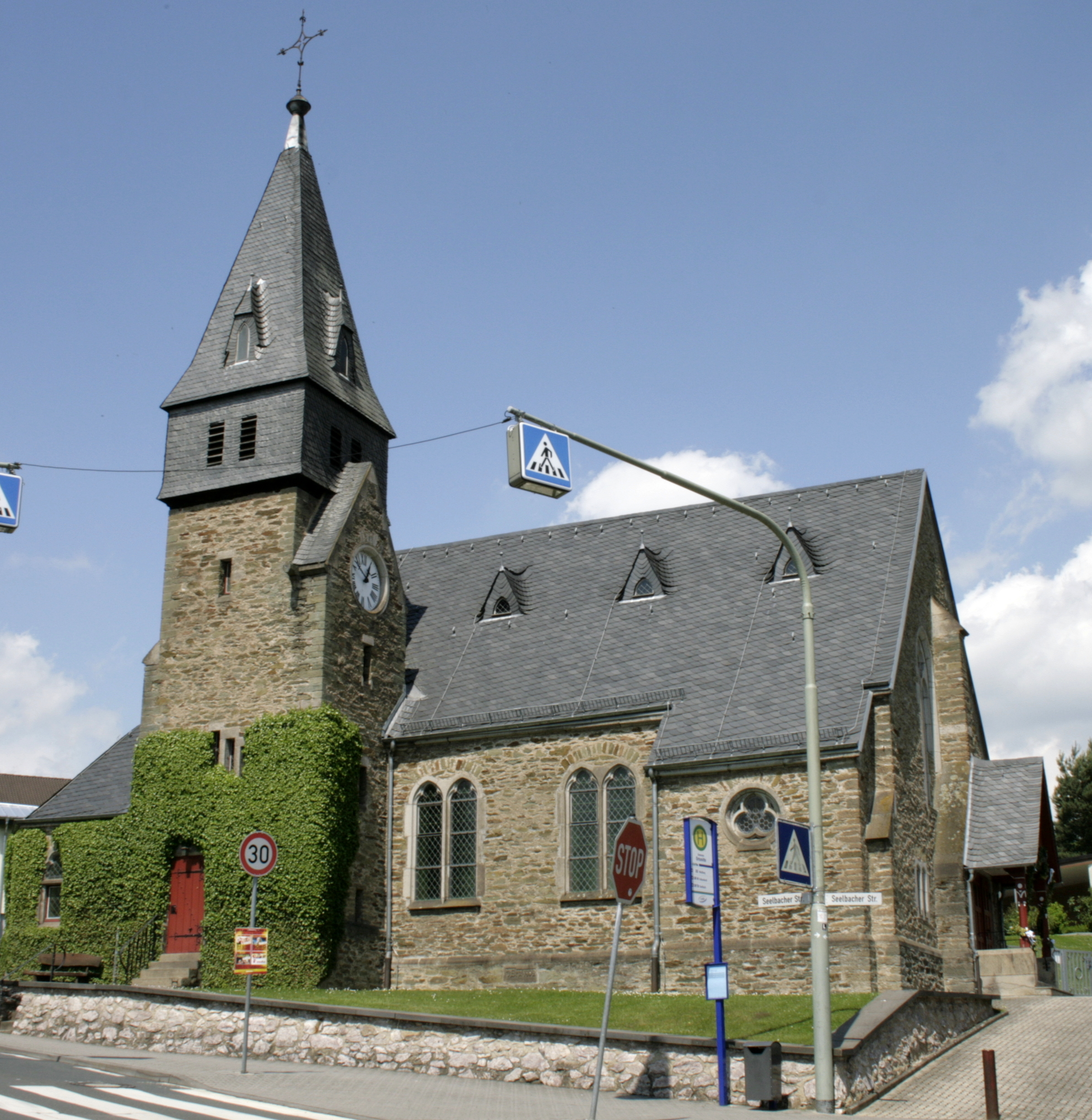
Evangelische Kirche in Aumenau
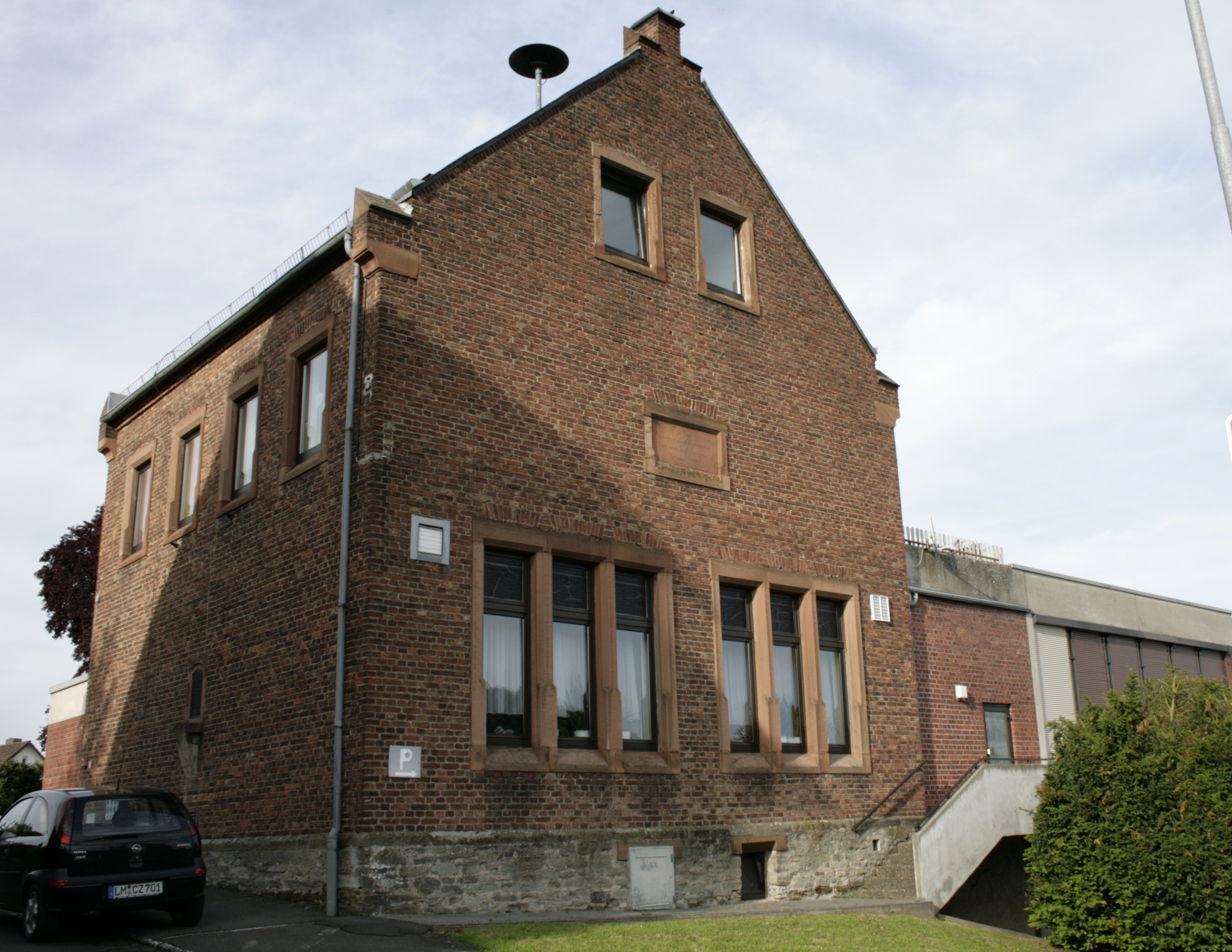
Gemeinschaftshaus in Falkenbach
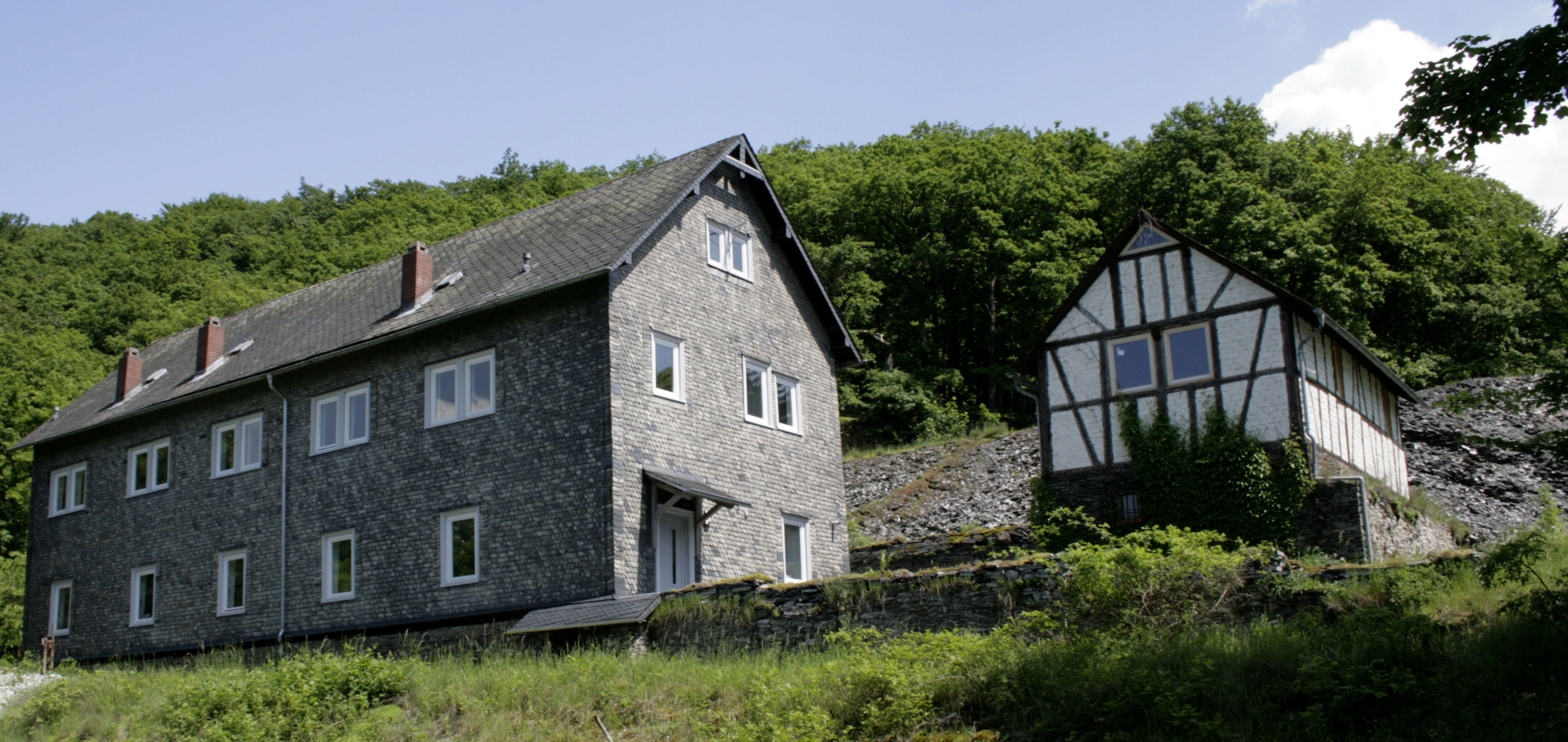
Schiefergewerkschafts- haus in Langhecke
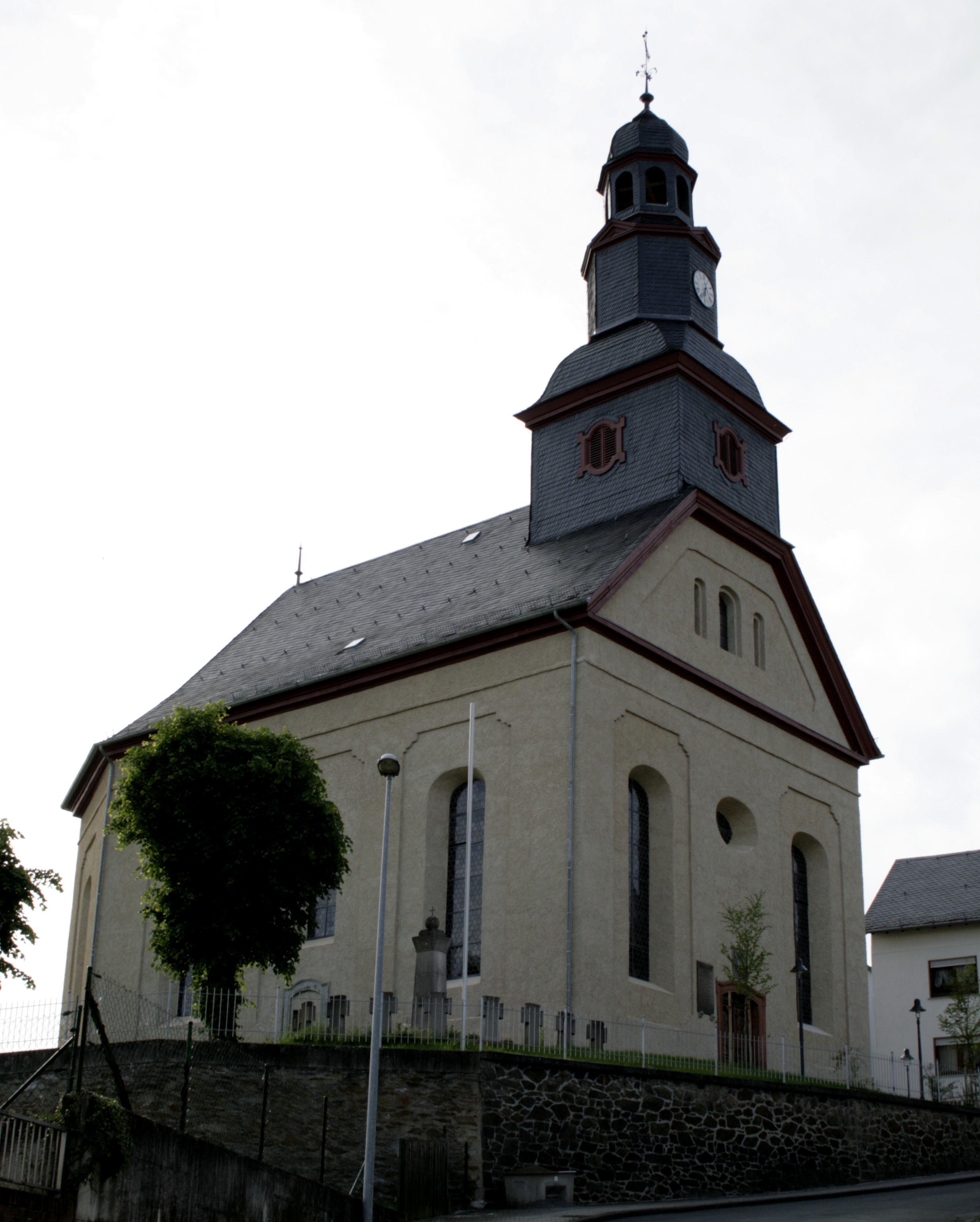
Evangelische Kirche in Seelbach

## Geschichte

### Ortsgeschichte
Der Hauptort Villmar wurde, soweit bekannt, im Jahr 1053 erstmals urkundlich erwähnt, als Kaiser Heinrich III. den Königshof Villmar der Abtei St. Matthias in Trier schenkte. Von besonderer Bedeutung ist dabei das schon in der Schenkungsurkunde verunechtend nachgetragene Recht des Abtes, einen weltlichen Schutzvogt einzusetzen, was einem landeshoheitlichen Rang gleichkommt. Im Jahr 1154 wird der Abtei vom Trierer Erzbischof Hillin das Eigentumsrecht an der Villmarer Kirche bestätigt und eine Liste von insgesamt 14 zehntpflichtigen Orten ausgestellt, darunter die heutigen Gemeindeteile Seelbach, Aumenau und Weyer sowie die Villmarer Höfe Traisfurt und Gladbach. Vermutlich im gleichen Jahr entstand eine auf das Jahr 1054 rückdatierte Fälschung der Originalurkunde, die sowohl das Vogteirecht als auch den Umfang der Pfarrei und somit der Zehnten enthält. Die Orte Aumenau und Weyer wurden bereits im 8. Jahrhundert schriftlich erwähnt, Falkenbach und Langhecke folgten im 13. bzw. 14. Jahrhundert. Indirekt lässt sich aber aus anderen Urkunden schließen, dass eine selbstständige Pfarrei Villmar schon vor dem Jahr 910 bestanden haben muss; der Ortsname Villmar deutet sogar auf einen vorfränkischen Ursprung des Ortes hin.

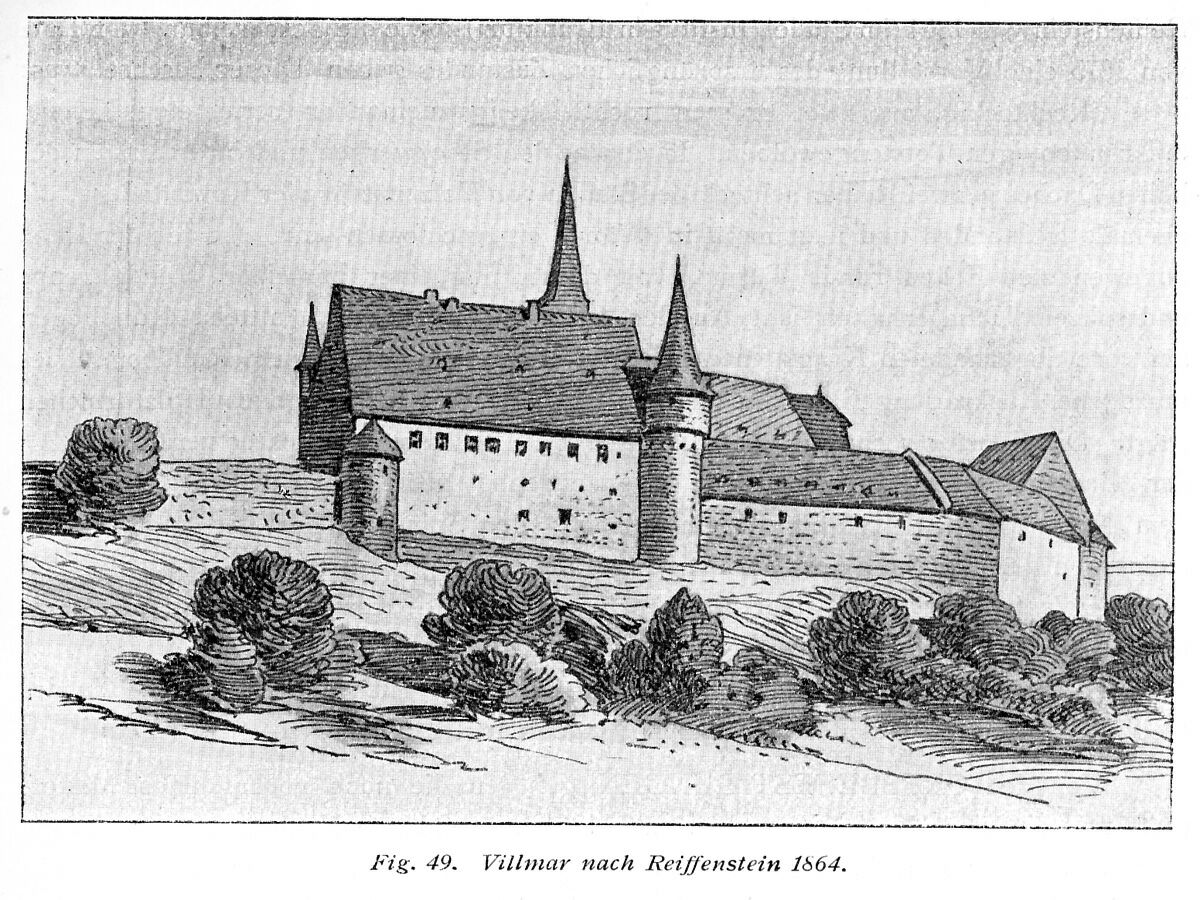
Ansicht der Kellerei Villmar um 1864

Im Jahr 1166 ist erstmals eine offenbar kurz zuvor aus Koblenz zugewanderte kurtrierische Ministerialenfamilie „von Villmar“ belegt. Zwar taucht in der Familie später auch die Bezeichnung „von Koblenz“ auf, ab dem späten 13. Jahrhundert hatte sich aber die Benennung nach Villmar durchgesetzt. Ihr Wappen trug die Familie rot-weiß geviert oder quadriert. Im 14. Jahrhundert bildete sich in Hadamar ein Seitenzweig der Familie. Besitzungen der Familie sind um Villmar und Limburg, um Montabaur, um die Burg Delkenheim im Rheingau und in der Wetterau nachweisbar. 1428 starb die Familie aus. 
Als Vögte traten seit dem 13. Jahrhundert Grafen aus dem Haus Isenburg auf, in deren Diensten auch die Herren von Villmar standen. Im 15. und 16. Jahrhundert war zudem das Haus Solms bevogtet. Die Landeshoheit über die Villmarer Gemarkung, zu der auch der heute Runkeler Stadtteil Arfurt gehörte, wurde in der Folgezeit von den Diezer Gaugrafen und später, als deren Rechtsnachfolger in der Cent Aumenau nach 1366, durch die Grafen von Wied-Runkel bestritten. Ab dem 13. Jahrhundert ist auch das Bestreben der Trierer Kurfürsten nachweisbar, die Landeshoheit über Villmar zu erringen. 1346 erhielt Villmar auf Betreiben des Trierer Kurfürsten Balduin von Luxemburg die Stadtrechte, verbunden mit dem Versuch, sich Villmar anzueignen. Dieser blieb aber wie auch die nachfolgende Eroberung Villmars durch Kurtrier im Jahr 1359 trotz Schleifung der Festungsanlagen letztlich erfolglos, da eine entsprechende Rechtsgrundlage nicht nachgewiesen werden konnte. Der Konflikt mit den Villmarer Vögten erreichte seinen Höhepunkt im Jahr 1360 mit der Zerstörung der von Philipp von Isenburg nahe Villmar erbauten Burg Gretenstein durch den Trierer Koadjutor Kuno von Falkenstein.
Im Jahr 1536 wurde ein großer Teil des Orts durch einen Brand zerstört. Die umstrittene territoriale Zugehörigkeit klärte sich im 16. Jahrhundert, als mit dem Einverständnis der Abtei St. Matthias die Villmarer Vogtei 1565 von den Isenburg-Büdinger und Solms-Münzenberger Vogteiherren für 14.000 Frankfurter Gulden an Kurtrier verkauft wurde. Im Jahr 1596 kam es zur Einigung mit der Grafschaft Wied-Runkel, die auf die Landeshoheit über die Villmar-Arfurter Gemarkung verzichtete und dieses Gebiet zu einem Kurtrierer Amtsbezirk werden ließ. Dies hatte auch Folgen für die konfessionelle Zugehörigkeit: Während Villmar (und Arfurt) unter geistlicher Grund- und Landeshoheit von der Reformation unbeeinflusst blieben, wurden die wied’schen Orte Seelbach, Falkenbach, Aumenau und Weyer zunächst ab 1562 lutherisch und ab 1587/88 calvinistisch. Die Einnahmen der Abtei als Grundherr, einschließlich der Kirchenzehnten, blieben davon aber bis 1803 unberührt.

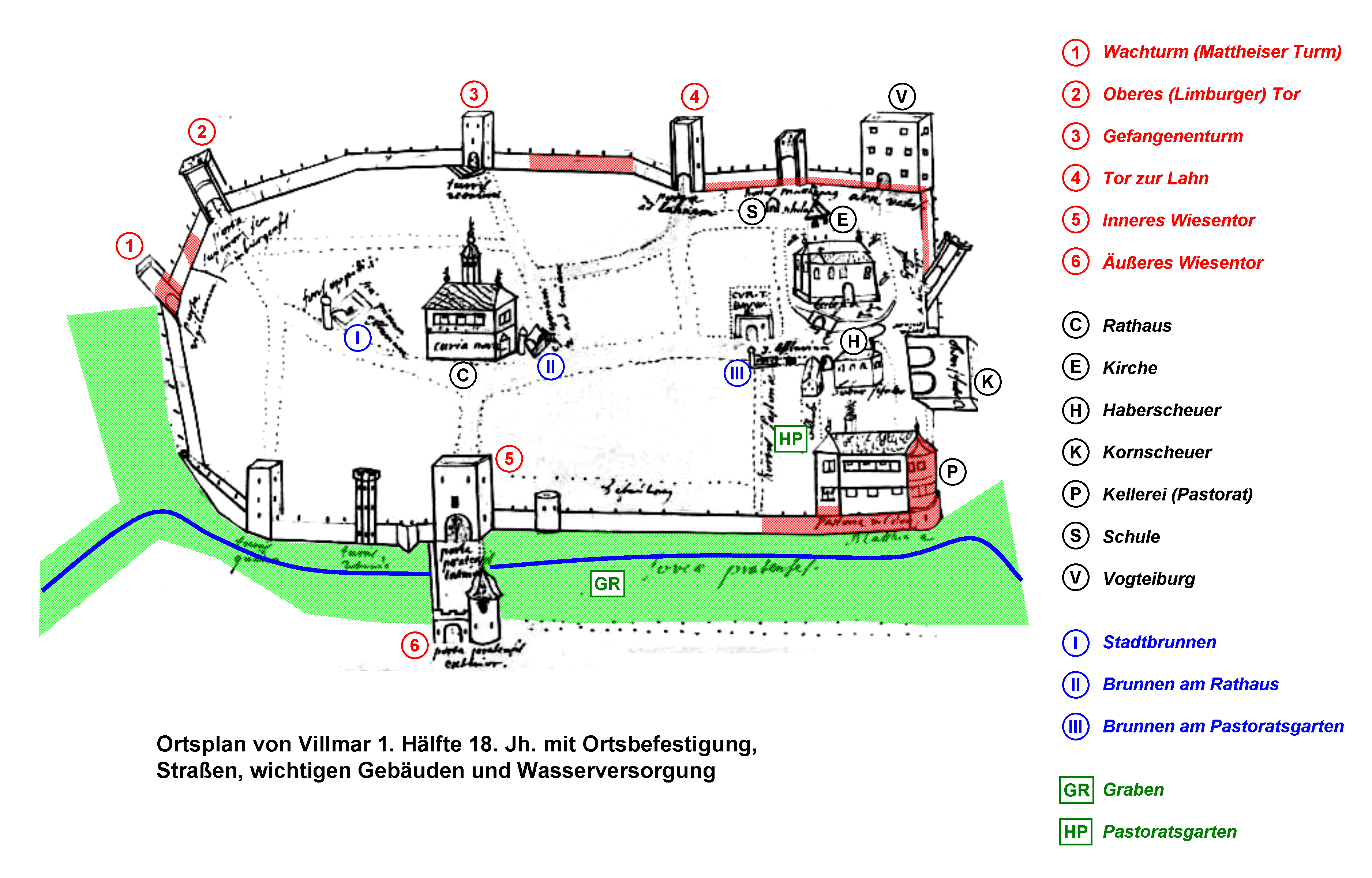
Villmar mit Ortsbefestigung Anfang des 18. Jahrhunderts

Die ersten Anordnungen der Verhütung eines Brandes im Zusammenhang mit häuslichen Feuerstätten in Textform im Kurfürstentum Trier vom 9. Mai 1721 führten auch in Villmar zu erheblichen Verbesserungen der Bauweise der Gebäude.
Nach dem Ende des Kurstaates und des Heiligen Römischen Reiches gehörte Villmar ab 1806 zum neuen Herzogtum Nassau, das 1866 von Preußen annektiert wurde. Nach dem Zweiten Weltkrieg wurde Villmar im Jahr 1946 Teil des neu gebildeten Landes Hessen.
Die Freiheitsbewegung des Jahres 1848 hatte zur Folge, dass die Villmarer Katholiken wieder viele Jahrzehnte zur Wallfahrtskapelle Maria Hilf Beselich pilgerten und dort eindrucksvoll ihren Glauben kundgaben.
Im Ort wütete am 18. Februar 1861 ein verheerender Brand. Nach Schätzung der Nassauischen Brandversicherungskasse betrug der Schaden 117.175 Gulden und damit etwa zwei Drittel der Gesamtschadenssumme des Jahres 1861 im Herzogtum.
Im Jahr 1862 wurde der Bahnhof Villmar an der neu gebauten Lahntalbahn fertiggestellt. Allerdings befand sich der Bahnhof am gegenüberliegenden Ufer der Lahn, war also nur per Fähre oder Boot zu erreichen. Bereits in den Jahrhunderten zuvor war mehrfach der Bau einer Brücke gefordert worden. Neben dem Bahnhof lagen mehrere marmorverarbeitende Betriebe auf der gegenüberliegenden Lahnseite. Beim Ausbaggern des Flusses, ebenfalls im 19. Jahrhundert, wurde zudem eine Furt zerstört, die zuvor die Villmarer Bauern genutzt hatten, um ihre Felder zu erreichen. 1886 beschloss das Gemeindeparlament den Bau einer Brücke. Die Bauarbeiten begannen jedoch erst im Sommer 1894. Im November des folgenden Jahres wurde das Bauwerk für den Verkehr freigegeben. Am 12. Dezember 1944 verfehlte eine alliierte Fliegerbombe diese Brücke nur knapp und zerstörte stattdessen eine Gaststätte. Möglicherweise war aber die Lahntalbahn das eigentliche Angriffsziel. 
Am 23. Juni 1945 kamen die ersten Heimatvertriebenen nach Villmar. Im Januar 1946 wurden Baracken, die die Wehrmacht im Steinbruch „Über Lahn“ hatte errichten lassen, für die vorübergehende Aufnahme von rund 500 Flüchtlingen hergerichtet. Als Lagerleiter setzte die Limburger Kreisverwaltung August Falk ein, der bereits vor dem Jahr 1933 Gemeindevertreter in Villmar war. In das Lager wurde ein Teil der 1200 Flüchtlinge aus dem Sudetenland eingewiesen, die am 8. Februar 1946 mit dem ersten größeren Transport in Weilburg ankamen. Im Dezember des gleichen Jahres befanden sich nur noch rund 50 Menschen in dem Lager. Spätestens ab Januar 1947 wurde das Lager nicht mehr genutzt. Villmar selbst nahm in den Nachkriegsjahren rund 550 Heimatvertriebene auf.
Hessische Gebietsreform (1970–1977)
Im Zuge der Gebietsreform in Hessen fusionierten die Gemeinden Villmar, Falkenbach, Langhecke und Seelbach am 31. Dezember 1970 auf freiwilliger Basis zur neuen Gemeinde Villmar. Die diesbezügliche offizielle Urkunde des Landes Hessen übergab Landrat Alfred Schneider im „Roten Salon“ des Hotels „Lord“ in Weilburg. Am 1. Februar 1971 schlossen sich wiederum Villmar und Aumenau zur neuen Großgemeinde Villmar zusammen. Am 31. Dezember 1971 wurde Weyer (ehemals selbstständige Gemeinden im Oberlahnkreis) in die Gemeinde Villmar eingegliedert, der im Jahr 2002 das Recht eingeräumt wurde, die Bezeichnung Marktflecken zu führen. Ortsbezirke nach der Hessischen Gemeindeordnung wurden nicht errichtet.

### Verwaltungsgeschichte im Überblick
Die folgende Liste zeigt die Staaten und Verwaltungseinheiten, denen Villmar angehört(e):
- vor 1053: Heiliges Römisches Reich, Königshof Villmar (ostfränkisches Reichsgut) im Lahngau
- ab 1053: Heiliges Römisches Reich, Grundherrschaft Villmar der Abtei St. Matthias (Trier) im Lahngau
- ab 1596: Heiliges Römisches Reich, Kurfürstentum Trier, Unteres Erzstift, Amt Villmar (später Amt Limburg)
- ab 1803: Heiliges Römisches Reich, Fürstentum Nassau-Weilburg,[Anm. 2] Amt Limburg
- ab 1806: Herzogtum Nassau,[Anm. 3] Amt Limburg
- ab 1816: Herzogtum Nassau,[Anm. 4] Amt Runkel
- ab 1849: Herzogtum Nassau, Kreisamt Limburg[Anm. 5]
- ab 1854: Herzogtum Nassau, Amt Runkel
- ab 1867: Königreich Preußen,[Anm. 6] Provinz Hessen-Nassau, Regierungsbezirk Wiesbaden, Oberlahnkreis[Anm. 7]
- ab 1871: Deutsches Reich, Königreich Preußen, Provinz Hessen-Nassau, Regierungsbezirk Wiesbaden, Oberlahnkreis
- ab 1918: Deutsches Reich, Freistaat Preußen, Provinz Hessen-Nassau, Regierungsbezirk Wiesbaden, Oberlahnkreis
- ab 1944: Deutsches Reich, Freistaat Preußen, Provinz Nassau, Oberlahnkreis
- ab 1945: Deutsches Reich, Amerikanische Besatzungszone,[Anm. 8] Groß-Hessen, Regierungsbezirk Wiesbaden, Oberlahnkreis
- ab 1946: Deutsches Reich, Amerikanische Besatzungszone, Hessen, Regierungsbezirk Wiesbaden, Oberlahnkreis
- ab 1949: Bundesrepublik Deutschland, Hessen, Regierungsbezirk Wiesbaden, Oberlahnkreis
- ab 1968: Bundesrepublik Deutschland, Hessen, Regierungsbezirk Darmstadt, Oberlahnkreis
- ab 1974: Bundesrepublik Deutschland, Hessen, Regierungsbezirk Darmstadt, Landkreis Limburg-Weilburg
- ab 1981: Bundesrepublik Deutschland, Hessen, Regierungsbezirk Gießen, Landkreis Limburg-Weilburg

## Bevölkerung

### Einwohnerstruktur 2011
Nach den Erhebungen des Zensus 2011 lebten am Stichtag dem 9. Mai 2011 in Villmar 6941 Einwohner. Darunter waren 226 (3,2 %) Ausländer, von denen 119 aus dem EU-Ausland, 65 aus anderen europäischen Ländern und 43 aus anderen Staaten kamen. (Bis zum Jahr 2020 erhöhte sich die Ausländerquote auf 5,1 %.) Nach dem Lebensalter waren 1227 Einwohner unter 18 Jahren, 2766 zwischen 18 und 49, 1548 zwischen 50 und 64 und 1401 Einwohner waren älter. Die Einwohner lebten in 2925 Haushalten. Davon waren 801 Singlehaushalte, 789 Paare ohne Kinder und 1035 Paare mit Kindern, sowie 255 Alleinerziehende und 39 Wohngemeinschaften. In 612 Haushalten lebten ausschließlich Senioren und in 1947 Haushaltungen leben keine Senioren.

### Einwohnerentwicklung
| Villmar: Einwohnerzahlen von 1834 bis 2020 | Villmar: Einwohnerzahlen von 1834 bis 2020 | Villmar: Einwohnerzahlen von 1834 bis 2020 | Villmar: Einwohnerzahlen von 1834 bis 2020 | Villmar: Einwohnerzahlen von 1834 bis 2020 |
| --- | ------------------------------------------ | ------------------------------------------ | ------------------------------------------ | ------------------------------------------ |
| Jahr |                                            |                                            |                                            | Einwohner                                  |
| 1834 | 1834                                       |                                            | 1.695                                      | 1.695                                      |
| 1840 | 1840                                       |                                            | 1.808                                      | 1.808                                      |
| 1846 | 1846                                       |                                            | 1.875                                      | 1.875                                      |
| 1852 | 1852                                       |                                            | 1.941                                      | 1.941                                      |
| 1858 | 1858                                       |                                            | 1.953                                      | 1.953                                      |
| 1864 | 1864                                       |                                            | 2.072                                      | 2.072                                      |
| 1871 | 1871                                       |                                            | 1.992                                      | 1.992                                      |
| 1875 | 1875                                       |                                            | 2.099                                      | 2.099                                      |
| 1885 | 1885                                       |                                            | 2.077                                      | 2.077                                      |
| 1895 | 1895                                       |                                            | 2.049                                      | 2.049                                      |
| 1905 | 1905                                       |                                            | 2.054                                      | 2.054                                      |
| 1910 | 1910                                       |                                            | 1.961                                      | 1.961                                      |
| 1925 | 1925                                       |                                            | 1.962                                      | 1.962                                      |
| 1939 | 1939                                       |                                            | 2.054                                      | 2.054                                      |
| 1946 | 1946                                       |                                            | 2.733                                      | 2.733                                      |
| 1950 | 1950                                       |                                            | 2.767                                      | 2.767                                      |
| 1956 | 1956                                       |                                            | 2.672                                      | 2.672                                      |
| 1961 | 1961                                       |                                            | 2.761                                      | 2.761                                      |
| 1967 | 1967                                       |                                            | 2.870                                      | 2.870                                      |
| 1970 | 1970                                       |                                            | 4.261                                      | 4.261                                      |
| 1972 | 1972                                       |                                            | 6.569                                      | 6.569                                      |
| 1975 | 1975                                       |                                            | 6.520                                      | 6.520                                      |
| 1980 | 1980                                       |                                            | 6.484                                      | 6.484                                      |
| 1985 | 1985                                       |                                            | 6.309                                      | 6.309                                      |
| 1990 | 1990                                       |                                            | 6.526                                      | 6.526                                      |
| 1995 | 1995                                       |                                            | 7.169                                      | 7.169                                      |
| 2000 | 2000                                       |                                            | 7.328                                      | 7.328                                      |
| 2005 | 2005                                       |                                            | 7.311                                      | 7.311                                      |
| 2010 | 2010                                       |                                            | 6.974                                      | 6.974                                      |
| 2011 | 2011                                       |                                            | 6.941                                      | 6.941                                      |
| 2015 | 2015                                       |                                            | 6.857                                      | 6.857                                      |
| 2020 | 2020                                       |                                            | 6.720                                      | 6.720                                      |
| Datenquelle: Historisches Gemeindeverzeichnis für Hessen: Die Bevölkerung der Gemeinden 1834 bis 1967. Wiesbaden: Hessisches Statistisches Landesamt, 1968. Weitere Quellen: ; 1972:; Hessisches Statistisches Informationssystem; Zensus 2011 Ab 1970 einschließlich der im Zuge der Gebietsreform in Hessen eingegliederten Orte. |                                            |                                            |                                            |                                            |

### Religionszugehörigkeit
| • 1885: | 081 evangelische (= 3,90 %), 1927 katholische (= 92,78 %) und 7 (= 0,34 %) andere Christen, 62 jüdische (= 2,99 %) |
| • 1961: | 219 evangelische (= 7,93 %) und 2521 katholische (= 91,31 %) Einwohner                                             |
| • 1987: | 2826 evangelische (= 44,8 %), 3203 katholische (= 50,8 %), 277 sonstige (= 4,4 %) Einwohner                        |
| • 2011: | 2765 evangelische (= 39,8 %), 2912 katholische (= 42,0 %), 1264 sonstige (= 18,2 %) Einwohner                      |

## Politik

### Gemeindevertretung
Die Kommunalwahl am 14. März 2021 lieferte folgendes Ergebnis, in Vergleich gesetzt zu früheren Kommunalwahlen:

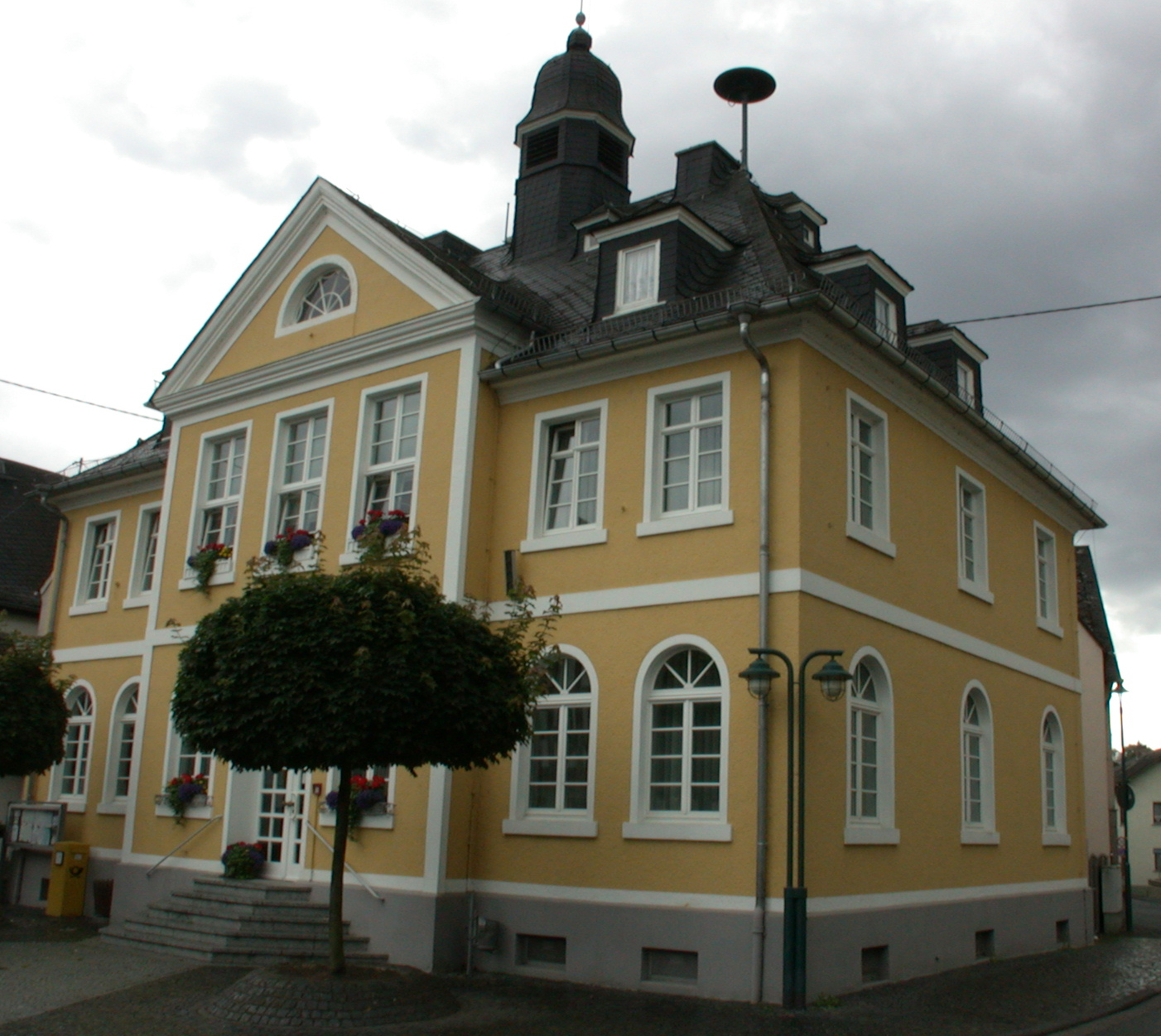
Rathaus der Gemeinde Villmar

| Sitzverteilung in der Gemeindevertretung 2021Insgesamt 31 Sitze - SPD: 11 - AAV: 3 - UFBL: 5 - CDU: 12 | Parteien und Wählergemeinschaften | Parteien und Wählergemeinschaften           | 2021  | 2021  | 2016  | 2016  | 2011  | 2011  | 2006  | 2006  | 2001  | 2001  |
| Sitzverteilung in der Gemeindevertretung 2021Insgesamt 31 Sitze - SPD: 11 - AAV: 3 - UFBL: 5 - CDU: 12 | Parteien und Wählergemeinschaften | Parteien und Wählergemeinschaften           | %     | Sitze | %     | Sitze | %     | Sitze | %     | Sitze | %     | Sitze |
| Sitzverteilung in der Gemeindevertretung 2021Insgesamt 31 Sitze - SPD: 11 - AAV: 3 - UFBL: 5 - CDU: 12 | CDU                               | Christlich Demokratische Union Deutschlands | 40,6  | 12    | 33,7  | 10    | 34,7  | 11    | 42,9  | 13    | 41,4  | 13    |
| Sitzverteilung in der Gemeindevertretung 2021Insgesamt 31 Sitze - SPD: 11 - AAV: 3 - UFBL: 5 - CDU: 12 | SPD                               | Sozialdemokratische Partei Deutschlands     | 34,6  | 11    | 34,4  | 11    | 43,2  | 13    | 41,8  | 13    | 45,9  | 14    |
| Sitzverteilung in der Gemeindevertretung 2021Insgesamt 31 Sitze - SPD: 11 - AAV: 3 - UFBL: 5 - CDU: 12 | UFBL                              | Unabhängige Freie Bürgerliste               | 15,6  | 5     | 22,9  | 7     | 8,3   | 3     | —     | —     | —     | —     |
| Sitzverteilung in der Gemeindevertretung 2021Insgesamt 31 Sitze - SPD: 11 - AAV: 3 - UFBL: 5 - CDU: 12 | AAV                               | Aktive Alternative Villmar                  | 9,2   | 3     | 9,1   | 3     | 6,2   | 2     | 5,5   | 2     | 4,9   | 2     |
| Sitzverteilung in der Gemeindevertretung 2021Insgesamt 31 Sitze - SPD: 11 - AAV: 3 - UFBL: 5 - CDU: 12 | FW                                | Freie Wähler Villmar                        | —     | —     | —     | —     | 7,7   | 2     | 7,7   | 2     | 7,8   | 2     |
| Sitzverteilung in der Gemeindevertretung 2021Insgesamt 31 Sitze - SPD: 11 - AAV: 3 - UFBL: 5 - CDU: 12 | FDP                               | Freie Demokratische Partei                  | —     | —     | —     | —     | —     | —     | 2,2   | 1     | —     | —     |
| Sitzverteilung in der Gemeindevertretung 2021Insgesamt 31 Sitze - SPD: 11 - AAV: 3 - UFBL: 5 - CDU: 12 | Gesamt                            | Gesamt                                      | 100,0 | 31    | 100,0 | 31    | 100,0 | 31    | 100,0 | 31    | 100,0 | 31    |
| Sitzverteilung in der Gemeindevertretung 2021Insgesamt 31 Sitze - SPD: 11 - AAV: 3 - UFBL: 5 - CDU: 12 | Wahlbeteiligung in %              | Wahlbeteiligung in %                        | 54,4  | 54,4  | 55,4  | 55,4  | 52,5  | 52,5  | 53,7  | 53,7  | 58,8  | 58,8  |

### Bürgermeister
Nach der hessischen Kommunalverfassung wird der Bürgermeister für eine sechsjährige Amtszeit gewählt, seit dem Jahr 1993 in einer Direktwahl, und ist Vorsitzender des Gemeindevorstands, dem in dem Marktflecken Villmar neben dem Bürgermeister ehrenamtlich ein Erster Beigeordneter und zehn weitere Beigeordnete angehören. Bürgermeisterin ist seit dem 1. Juli 2024 Alicia Bokler (SPD). Sie setzte sich am 18. März 2024 in einer Stichwahl gegen Amtsinhaber Matthias Rubröder (CDU), der sich um eine zweite Amtszeit beworben hatte, bei 58,55 Prozent Wahlbeteiligung mit 63,03 Prozent der Stimmen durch.
Amtszeiten der Bürgermeister
- 2024–2030 Alicia Bokler (SPD)[25]
- 2018–2024 Matthias Rubröder (CDU)[26]
- 2012–2018 Arnold-Richard Lenz
- 1994–2012 Hermann Hepp (CDU)[30]
- 1988–1994 Manfred Schmidt
- 1952–1988 Hubert Aumüller (1927–2022)[31]
- 1946–1952 Hermann Heun
- 1945–1946 Gustav Aumüller
- 1919–1945 Johann-Adam Brahm
- 1915–1919 Heinrich Caspari
- 1893–1915 Simon Dill
- 1869–1893 Johann Laux

### Wappen und Flagge
Wappen

Blasonierung: „In Silber ein durchgehendes rotes Kreuz, belegt mit schwarzem Herzschild, darin goldene Hellebarde und silberner Schlüssel schräg gekreuzt.“
Das Wappen wurde der Gemeinde Villmar im damaligen Oberlahnkreis am 12. Juni 1970 durch das Hessische Innenministerium genehmigt. Gestaltet wurde es durch den Bad Nauheimer Heraldiker Heinz Ritt.
Das Wappen geht auf alte Gerichtssiegel zurück und symbolisiert die mittelalterlichen und neuzeitlichen Besitz- und Hoheitsverhältnisse des Ortes. Das rote Kreuz ist das Wappen Kurtriers, das von 1596 bis 1806 die Landeshoheit über Villmar ausübte. Der Schlüssel das Symbol des heiligen Petrus, Patron der Pfarrei Villmar. Die Hellebarde (eigentlich Richtbeil) ist das Symbol des heiligen Matthias, dem Schutzheiligen der Benediktinerabtei St. Matthias in Trier, die von 1053 bis 1802 die Pfarrei und Grundherrschaft Villmar besaß.
Flagge
Die Flagge wurde der Gemeinde gemeinsam mit dem Wappen am 12. Juni 1970 durch das Hessische Innenministerium genehmigt und wird wie folgt beschrieben:
„In Silber (Weiß) ein längliches, durchgehendes, rotes Kreuz, im Schnittpunkt der Kreuzbalken belegt mit dem Herzschild des Wappens in Schwarz, goldene (gelbe) Hellebarde und silberner (weißer) Schlüssel schräg gekreuzt.“
Wappen und Flagge wurden der Gemeinde Villmar nach der Gebietsreform am 12. Juni 1983 erneut genehmigt.

### Partnerstadt
- Králíky, Tschechien – seit 2011

## Sehenswürdigkeiten

### Pfarrkirche St. Peter und Paul

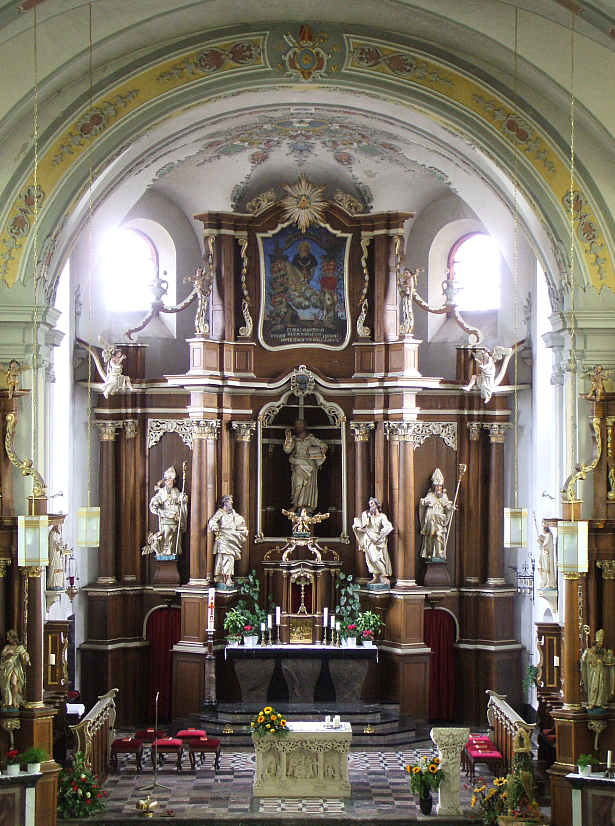
Hochaltar Pfarrkirche St. Peter und Paul

Die Kirche wurde in den Jahren 1746 bis 1749 unter Leitung des aus Tirol stammenden und in Boppard am Rhein ansässigen Thomas Neurohr an Stelle eines im Jahr 1282 „basilica“ genannten spätromanischen Gotteshauses erbaut. Es handelt sich um eine große fünfjochige Saalkirche mit Strebepfeilern und flachem Kreuzgratgewölbe. Dem etwas schmaleren Chorraum mit einem Joch und 5/8-Schluss ist östlich der Kirchturm vorgelagert, dessen Helm im Jahr 1885 nach Blitzschlag eine Erneuerung im Stile der Neugotik erfuhr.
Im Inneren finden sich eine reiche spätbarocke Ausstattung (1760–1764) aus der Hadamarer Bildhauerschule (Johann Thüringer, Jakob Wies) sowie Arbeiten aus heimischen Lahnmarmor aus dem 18. und 19. Jh. Der heute barocke Jakobusaltar wird schon 1491 als Jakobus- und Matthias-Altar erwähnt (siehe Quellen).
Im Jahr 1957 kam es zu einem chorähnlichen Erweiterungsbau nach Westen durch den Architekten Paul Johannbroer (Wiesbaden). Heute bietet die Kirche einschließlich der Empore Platz für 500 Gläubige. Zelebrationsaltar und Ambo aus französischem Kalksandstein wurden in den 1980er/90er Jahren von Bildhauer Walter Schmitt (Villmar) künstlerisch gestaltet. Bei der Renovierung 1988/89 wurden unter der Empore vor der Rückwand zwei neue Kapellen geschaffen, welche die Kreuzigungsgruppe aus dem späten 15. Jh. und den Kreuzweg aufnehmen. Dort fanden auch die Kommunionbänke aus Lahnmarmor einen neuen Platz. Die Orgel wurde 1754/55 von Johann Christian Köhler (Frankfurt) erbaut und umfasst heute nach mehreren Umbauten (1885/86 Gebr. Keller, Limburg, 1932 und 1976 Johannes Klais, Bonn) 27 Register auf zwei Manualen und Pedal. Der barocke Prospekt ist erhalten.

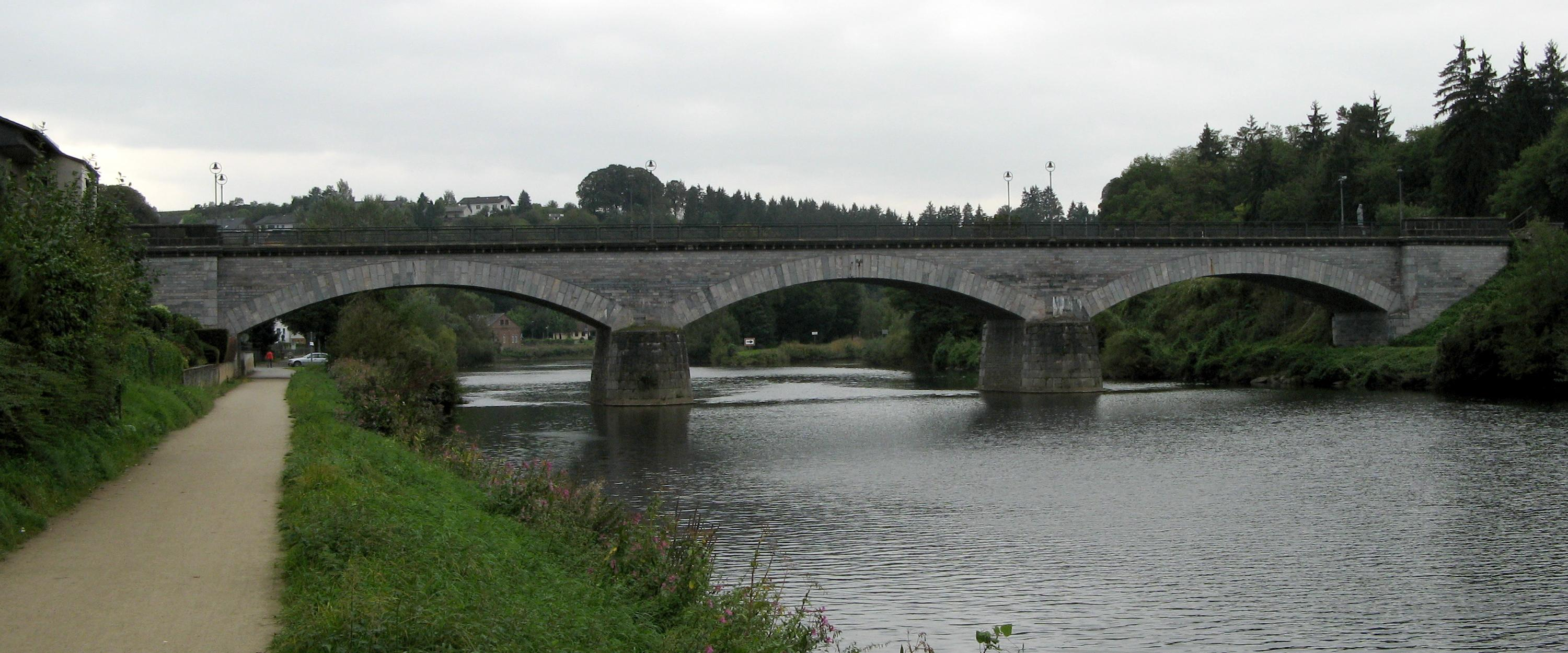
Die Marmorbrücke in Villmar
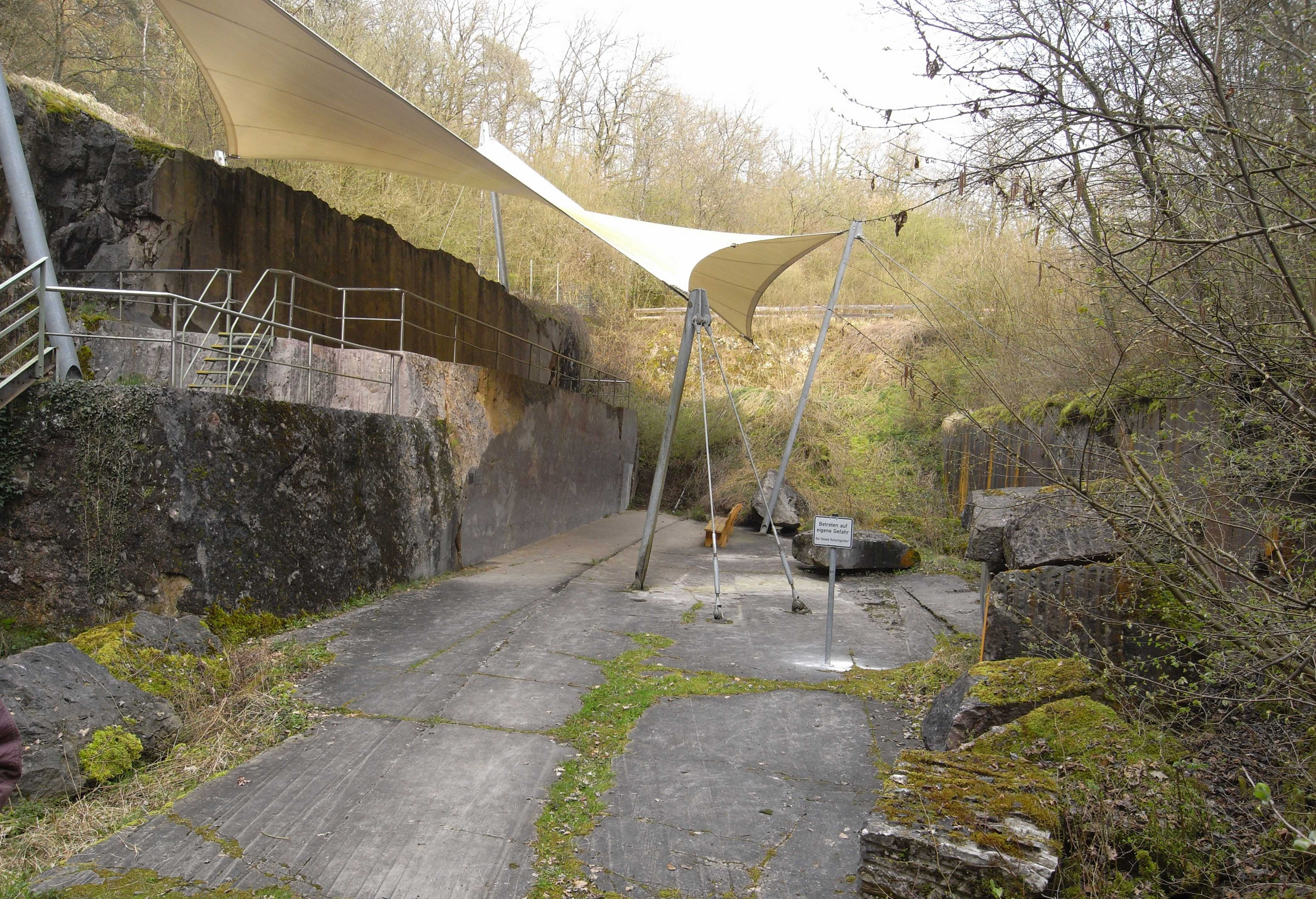
Steinbruch Unica A
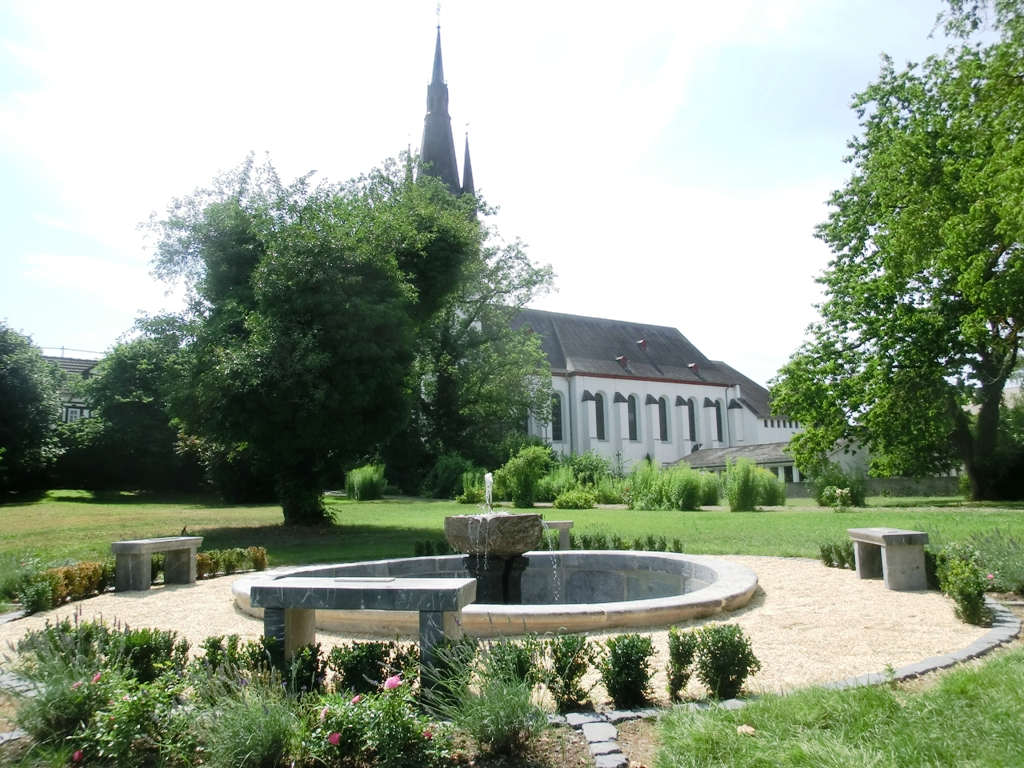
Lahnmarmor-Brunnen von 1728 (restauriert 2012/13) im Pfarrgarten Villmar
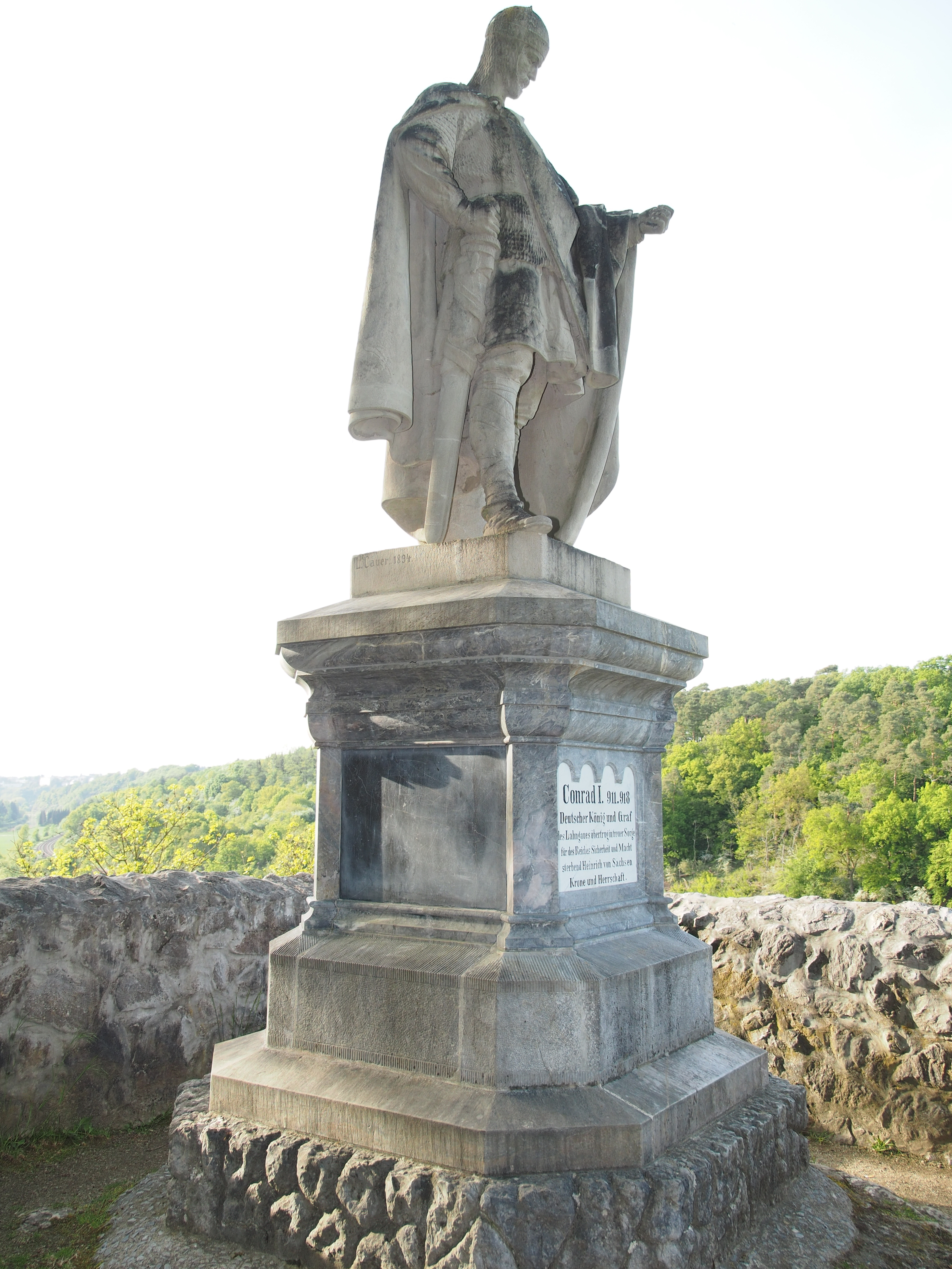
König-Konrad-Denkmal über der Lahn

### Lahnmarmor
- Marmorbrücke über die Lahn, erbaut 1894/95. Die Spannweite der auf zwei Strompfeilern und den Brückenköpfen ruhenden drei Stichbögen beträgt jeweils 21,5 m. Pfeiler und Bögen bestehen aus massiven geschnittenen Lahnmarmor-Quadern, die Seitenflächen aus aufgemauerten Lahnmarmor-Schmucksteinen verschiedener Sorten. Die in ihrer Art in Deutschland herausragende Brücke ist seit 1985 als technisches Denkmal geschützt.
- Im Naturdenkmal Unica-Bruch, einem aufgelassenen Lahnmarmor-Bruch, ist der Kernbereich eines 380 Millionen Jahre alten fossilen Riffs (Massenkalk) aus dem Mitteldevon aufgeschlossen.
- Das Lahn-Marmor-Museum zeigt die Entstehung des Lahnmarmors in tropischen Riffen des Devon, die Geschichte und Technologie der Gewinnung des Gesteins in den zahlreichen Steinbrüchen der Umgebung sowie die Verwendung des Lahnmarmors in Gebäuden und Kunstobjekten weltweit. Das Museum ist in einem interessanten Neubau aus dem Jahr 2016 am Bahnhof Villmar untergebracht, in unmittelbarer Nachbarschaft zum Geotop des Unica-Steinbruchs (s. o.).
- Brunnen von 1728 im Pfarrgarten, restauriert 2012/13.
- Brunnen von 1827 am Rathaus, renoviert und an diesem Standort aufgebaut im Jahr 1987. Von den ehemals drei Marmorbrunnen aus dem 19. Jh. ist noch ein weiterer im Vorhof der Kirche St. Maria in der Kupfergasse zu Köln erhalten.
- Im Museum Wiesbaden werden zahlreiche Exponate zum Lahnmarmor aufbewahrt und ausgestellt. Darüber hinaus sind viele Prachtbauten in Wiesbaden mit Lahnmarmor geschmückt.
- Der Villmarer Lahnmarmor-Weg bietet einen Einblick in Abbau und Verarbeitung der verschiedenen Marmor-Sorten.
- Der Marmor aus Villmar wurde z. B. im Empire State Building verbaut.

### Weitere Sehenswürdigkeiten
- König-Konrad-Denkmal. 1894 wurde auf der Bodensteiner Lay, einem flussabwärts Richtung Runkel linkslahnisch gelegenen Felsen aus devonischem Massenkalk, ein Standbild König Konrads I. (911–918) errichtet.
- Reste der Ortsbefestigung. Von der 1250 erstmals erwähnten und den Ort bis Anfang des 19. Jh. umgebenden Ringmauer mit ursprünglich drei zwingerbewehrten Toren und sieben Türmen sind lediglich der untere Teil des Mattheiser Turms und wenige Mauerreste, vor allem im ehemaligen Kellerei-Bezirk (Kloster-Immunität), vorhanden. Dorthin führen noch zwei gut erhaltene barocke Torbögen (Matthiaspforte und Valeriuspforte). Die als Wohnturm angelegte Vogteiburg aus dem 13. Jh. ist nur noch in Gestalt der Grundmauern nachweisbar. Auf dem zwischen Burg und Kirche gelegenen Dingplatz (18. Jh.: alter Burg Platz, heute ehem. Friedhof) tagte das den Vögten unterstellte Hochgericht; die Richtstätte befand sich ca. zwei km südöstlich des Fleckens auf dem Galgenberg (Name!). Das Kellereigebäude wurde 1890 von Diözesanbaumeister Max Meckel durch einen Pfarrhaus-Neubau im Stile der englischen Neugotik ersetzt, wobei ein Turm des Vorgängerbaus mit einbezogen wurde.
- NaturFreundehaus Wilhelmsmühle bzw. Lahntalhaus zwischen Villmar und Aumenau, genutzt seit 1928 bzw. neu errichtet 1932. Hier verweilten viele prominente Politiker und Gleichgesinnte, die Ruhe und Entspannung suchten. Es war unter anderem der Sozialdemokrat Philipp Scheidemann, der nach dem Ersten Weltkrieg 1918 in Berlin die Erste deutsche Republik ausgerufen hatte. Aber auch der langjährige SPD-Vorsitzende Erich Ollenhauer sowie der frühere Oberbürgermeister der Landeshauptstadt Wiesbadens Georg Buch, der zeitweise als Präsident des Hessischen Landtages fungierte. Eine Besonderheit der am Lahntalhaus stattfindenden Veranstaltungen vor dem Krieg, waren die „Kinderrepubliken“. Die eingerichteten Zeltlager mit mehreren hundert Teilnehmern standen unter dem Motto „Ordnung, Freundschaft, Solidarität“.

## Wirtschaft und Infrastruktur
Im 17. Jahrhundert wurde Silbererz abgebaut, das Vorkommen war jedoch bald erschöpft. Die wirtschaftliche Bedeutung Villmars lag vor allem in der seit dem frühen 17. Jahrhundert betriebenen Marmorverarbeitung. Seit dem Jahr 1790 sind zwölf Steinbrüche in Villmar nachweisbar, weitere gab es in der Umgebung. In der zweiten Hälfte des 20. Jahrhunderts bekam der Lahnmarmor Konkurrenz durch billigere Importe, weshalb der Abbau vor Ort zum Erliegen kam. Die Verarbeitung wurde jedoch weitergeführt, wenn auch die kleineren Betriebe, oft bedingt durch Nachwuchsmangel, mit der Zeit verschwanden. Von den Großbetrieben schlossen die im Jahr 1865 erbauten Nassauischen Marmorwerke wegen Zahlungsunfähigkeit 1979 ihre Tore; im Jahr 2001 auch der Steinverarbeitungsbetrieb Engelbert Müller, der in der Nachkriegszeit vor allem durch Großaufträge für Sakralbauten bekannt wurde. Die letzte Bergung von Material aus einem Villmarer Steinbruch erfolgte 1989 für die Rekonstruktion des Hochaltars der im Zweiten Weltkrieg schwer beschädigten Jesuitenkirche Mannheim. Heute sind noch vier steinverarbeitende Betriebe tätig.
Seit den 1950er Jahren hat sich Villmar zu einer Wohngemeinde mit bescheidenem Tourismus gewandelt. Die große Mehrheit der Arbeitnehmer verdient ihren Lebensunterhalt in Limburg an der Lahn, Wetzlar, Gießen und, begünstigt durch die gute Verkehrsanbindung, im Rhein-Main-Gebiet.

### Verkehr
Villmar ist durch die zehn Kilometer entfernte Anschlussstelle Limburg-Süd der A 3 an das Fernstraßennetz angeschlossen.
In der Gemeinde liegen die Bahnhöfe Villmar und Aumenau an der Lahntalbahn Koblenz–Limburg–Villmar–Wetzlar–Gießen. Dort halten Regionalbahnen der Linie Limburg–Gießen der Hessischen Landesbahn. Der nächste Fernbahnhof ist Limburg Süd an der Schnellfahrstrecke Köln–Rhein/Main.
Durch die Gemarkungen der Kerngemeinde Villmars und der Ortsteile Aumenau und Falkenbach führt die Bundeswasserstraße Lahn. Entlang der Lahn führt auch der stark frequentierte Radwanderweg R7.

### Bildung
In Villmar bestehen die Johann-Christian-Senckenberg-Schule als Grund-, Haupt- und Realschule sowie eine weitere Grundschule im Ortsteil Aumenau. Weiterführende Schulen stehen in Limburg, Weilburg und Weilmünster zur Verfügung.

### Einrichtungen
- Gemeindliche Kindertagesstätte Villa Kunterbunt, Villmar
- Gemeindliche Kindertagesstätte Kleine Raupe, Aumenau
- Gemeindlicher Kindergarten Spatzennest, Seelbach
- Gemeindlicher Kindergarten Unter dem Regenbogen, Weyer
- Katholische Kindertagesstätte (mit Kinderkrippe) St. Agatha, Villmar
- Freiwillige Feuerwehr Villmar, gegr. 1929 (seit 14. Dezember 1979 mit Blasorchester seit 29. September 1984 mit Jugendfeuerwehr und seit 14. April 2018 mit Kinderfeuerwehr)[34]
- Freiwillige Feuerwehr Aumenau, gegr. 1932 (seit 5. Oktober 1972 mit Jugendfeuerwehr und seit 13. Mai 2017 mit Kinderfeuerwehr)[35]
- Freiwillige Feuerwehr Seelbach, gegr. 1932 (seit 2. März 1974 mit Jugendfeuerwehr und seit 9. November 2019 mit Kinderfeuerwehr)[36]
- Freiwillige Feuerwehr Falkenbach, gegr. 1934 (seit 7. November 1998 mit Jugendfeuerwehr und seit 5. Dezember 2009 mit Kinderfeuerwehr)[37]
- Freiwillige Feuerwehr Langhecke, gegr. 1934 (seit 12. Januar 1997 mit Jugendfeuerwehr und seit 2012 mit Kinderfeuerwehr)[38]
- Freiwillige Feuerwehr Weyer, gegr. 1933 (seit 7. Juni 1980 mit Jugendfeuerwehr und seit 29. April 2006 mit Kinderfeuerwehr)[39]

## Persönlichkeiten

### Söhne und Töchter der Gemeinde
- Willy Bokler (* 1. September 1909 in Villmar; † 12. Februar 1974 in Mainz), Prälat und Bundespräses des BDKJ 1952–1965
- Bernhard Falk (* 5. August 1948 in Villmar), Direktor der hessischen Kriminalpolizei, Vizepräsident des deutschen Bundeskriminalamtes
- Karl Flach (* 15. August 1821 in Villmar; † 3. Mai 1866 in der Bucht von Valparaíso, Chile), Mechaniker und Ingenieur, baute das erste chilenische Unterseeboot, das erfolgreich eine Tauchfahrt absolvierte.
- Ernst O. Göbel (* 24. März 1946 in Seelbach), 1995–2011 ehemaliger Präsident der Physikalisch-Technischen Bundesanstalt
- Lothar Hartmann (* 13. Februar 1908 in Villmar; † 29. Oktober 1973 in der Nähe von München), Rundfunkjournalist, Programmdirektor Fernsehen und stellvertretender Intendant des Südwestfunks Baden-Baden
- Hermann Hepp (* 30. November 1859 in Seelbach; † 13. März 1919 ebenda), Landwirt, Bürgermeister, Politiker und Mitglied des Deutschen Reichstags[40]
- Karl Hepp (* 10. Februar 1889 in Seelbach; † 3. Januar 1970 in Wiesbaden), Politiker und Mitglied des Deutschen Reichstags[41] und des Deutschen Bundestags[42]
- Heinrich Hofmann (* 11. Januar 1857 in Weyer; † 12. August 1937 in Wiesbaden), Jurist und Mitglied des Deutschen Reichstags
- Heinrich Ludwig Kaster (* 1901 in Villmar; † 1981), studierte neben orientalischer Archäologie auch Volkswirtschaft. Ab 1938 war er in Kairo als Journalist für namhafte deutsche und internationale Zeitungen tätig, unter anderem für die FAZ (bis 1959) und den Rheinischen Merkur. Ab 1952 war er ständiger Mittelost-Korrespondent des Hessischen Rundfunks in Beirut. Er verfasste mehrere Bücher.
- Ernst Kronenberger (* 10. Februar 1764 in Villmar; † 19. April 1814 in Ransbach), Pater OESA, Trierer Prediger, Gegner der Aufklärung
- Wilfried Kuhn (* 6. Mai 1923 in Aumenau; † 25. Februar 2009 in Gießen), Physiker und Physikdidaktiker, Professor in Gießen
- Balthasar Münch (* 31. Januar 1821 Treisfurter Hof/Villmar; † 3. Mai 1885 in Oberscheld), Bürgermeister und Abgeordneter des Provinziallandtages der Provinz Hessen-Nassau
- Heinrich Joseph Rompel (* 17. November 1746 in Villmar; † 17. Juni 1796 in Ottweiler), Mainzer Klubist der Jahre 1792/93, gehörte zu den führenden Köpfen der „Mainzer Revolution“

### Ehrenbürger
- Jakob Hartmann (* 22. Februar 1879; † 7. Mai 1961), Arzt in Villmar 1905–1956
- Nikolaus Homm (* 6. Mai 1909; † 22. Oktober 2004), katholischer Kaplan in Villmar 1933–1936, katholischer Pfarrer in Villmar 1952–1976
- Peter Weyand (* 16. Mai 1875; † 4. Februar 1963), katholischer Pfarrer in Villmar 1924–1952

### Persönlichkeiten, die vor Ort wirken bzw. gewirkt haben
- Hubert Aumüller (* 26. Oktober 1927), Altbürgermeister der Großgemeinde Villmar von 1952 bis 1988.
- Friedrich Geerds (* 29. August 1925 in Lübeck; † 26. April 2000 in Frankfurt am Main), Jurist und Hochschullehrer, lebte in Langhecke
- Bernhard Hemmerle (* 25. Dezember 1949), Kirchenmusikdirektor, Diözesankirchenmusikdirektor und Leiter des Referates Kirchenmusik im Bistum Limburg 1991–2007; Kantor in Villmar 1975–1994
- Johannes Ibach (* 30. August 1825; † 2. Februar 1908), Pfarrer der Pfarrei St. Peter und Paul Villmar 1869–1908
- Paul Theodor Lüngen (* 29. Juni 1912 in Düsseldorf; † 17. Februar 1997 in Limburg an der Lahn), Heeresmusikmeister, Gründer der Blaskapelle (heute: Blasorchester der Freiwilligen Feuerwehr Villmar) und deren Leiter von Dezember 1979 bis August 1985.[43]
- Modestus Manheim (Taufname: Valentin) (* 24. Oktober 1690 in Koblenz; † 2. April 1758 in Trier), 1722–1727 Vice-Pastor in Villmar; ab 1727 Abt des Klosters St. Matthias in Trier